# Cataratas musicales
Cataratas musicales es el cuarto álbum de la banda argentina Los Twist, lanzado en 1991 por EMI.
Fue un disco con hits como "El estudiante", el cual se convirtió en uno de los mayores éxitos del grupo, y "Ricardo Rubén", con la colaboración de Fabiana Cantilo; para ambos temas se filmaron videoclips.

## Lista de temas
1. El estudiante
2. Sábado y vidurria
3. Vicente
4. Ricardo Rubén
5. Estoy herido
6. Cul de sac
7. Retrospectiva
8. Mannix
9. Mi canario
10. Azul es su sangre
11. Piso de soltero
12. Boro Boro

## Bonus tracks CD
1. Mocasín
2. Metálico soy

## Músicos
- Pipo Cipolatti
- Tito Losavio
- Camilo Iezzi
- Rolo Rossini
- Eduardo Cano

## Invitados
- Fabiana Cantilo
- Andrés Calamaro
- Hilda Lizarazu
- Sebastián Schachtel